# Cairns, Queensland
Cairns este o localitate în statul Queensland, Australia.Orasul are o populatie de 142,001 de locuitori dar ajunge si la 158,700 in Local Government Area of Queensland (LGA) fiind pe locul 14 in topul oraselor din Australia dupa populatie.

## Istorie
Cand primii europeni au ajuns in Cairns zona era populata de tribul aborigen Walubarra Yidinji people care vorbeau propria limba numita Yidiny care in prezent mai este vorbita de doar 12 oameni.
In 1770, James Cook a creat prima harta a zonei Cairns pe care a numit-o Trinity Bay.
Practic Cairns a fost fondat oficial in 1876 de cautatorii de aur.

## Clima
Cairns are o clima tropical-umeda.In fiecare an in luniile ianuarie, februarie si martie la Cairns apare musonul care aduce in aceste trei luni precipitatii de 1264,7 mm.Media pe tot anul este de 2,001.3 mm/an.
Temperaturiile medii anuale sunt de:
- ianuarie: maxima 31 °C si minima 23,7 °C
- iulie: maxima 25,7 °C si minima de 17,0 °C